# Musique surréaliste
La musique surréaliste est d'abord la partie du mouvement surréaliste qui s'est consacrée à la musique, puis les artistes plus tardifs s'étant revendiqué des pratiques et théories proposées par les musiciens surréalistes ou ont cherché à transcrire les théories surréalistes dans la musique.
Alors que la musique avait été un élément essentiel de l'art dada, c'est un genre moins important dans le groupe surréaliste, notamment du fait du peu d'intérêt que lui porte André Breton. D'autres surréalistes, comme Robert Desnos, Antonin Artaud ou Michel Leiris, ont néanmoins porté un intérêt plus grand à ce genre, aussi bien par une activité de critique musicale que par leur participation à des œuvres musicales.
L'influence musicale majeure pour dada et le surréalisme est Erik Satie. Des compositeurs comme Francis Poulenc et Arthur Honegger, intégrés à dada et restés proches des surréalisme, ont produit des œuvres souvent considérées comme correspondant aux théories ou à des pratiques surréalistes. Ce sont plus nettement les œuvres de la seconde école de Vienne, particulièrement celles d'Arnold Schönberg et d'Anton Webern, qui sont immédiatement rattachées au surréalisme par les critiques musicaux, alors même que ses membres n'entretiennent pas de lien avec le groupe parisien. La musique est par ailleurs un élément essentiel du surréalisme belge, notamment par l'intermédiaire du compositeur André Souris.
Une œuvre plus strictement surréaliste est Le Marteau sans maître (1954) de Pierre Boulez, d'après l'œuvre de René Char. Par le biais de cette œuvre, le surréalisme a dans la seconde partie du XXe siècle une influence considérable sur la musique aléatoire, représentée notamment par John Cage et Earle Brown.

## Sources
Sous l'impulsion de Blaise Cendrars s'est constitué à la fin des années 1910 le Groupe des six, avec des musiciens proches du mouvement dada. On y trouve, Georges Auric, Louis Durey, Arthur Honegger, Darius Milhaud, Francis Poulenc et Germaine Tailleferre. Ces compositeurs sont très influencés par la musique d'Erik Satie et par les textes de Jean Cocteau.
Une autre source d'inspiration musicale du surréalisme est Igor Stravinsky, influence notable en particulier pour le compositeur surréaliste belge André Souris.
Eric Satie affiche sa proximité avec les membres de dada puis du surréalisme en composant la musique de films surréalistes, comme Entr'acte de René Clair (1924), dans lequel il apparaît d'ailleurs brièvement.
Dès 1917, Philippe Soupault écrit Rag-time, le premier poème consacré au jazz.
La musique joue un rôle de premier plan dans les manifestations dadaïstes, notamment par l'intermédiaire des compositions de Georges Ribemont-Dessaignes.

## Histoire
Le Manifeste du surréalisme d'André Breton (1924) ne contient pas une seule ligne consacrée à la musique. Aucun musicien ne fait partie du noyau dur du surréalisme durant la période la plus créative du mouvement (1924-1940).
Contrairement au surréalisme français, le surréalisme belge a très tôt accordé une grande importance à la musique. Parmi les compositeurs situés dans l'orbite surréaliste, on compte E. L. T. Mesens, Paul Hooreman et André Souris. Ce dernier se rapproche du groupe Correspondance (Paul Nougé, Camille Goemans, Marcel Lecomte) dès ses débuts en 1924. Selon André Souris, sa rencontre avec le surréalisme lui fait prendre conscience de la nécessité de « recommencer à zéro », en abandonnant non seulement les règles académiques, mais aussi en questionnant la valeur du son, de la parole et de la musique dans son rapport à l'existence. Paul Hooremann et André Souris signent en 1925 deux tracts de la revue Correspondance, intitulés Musique I et Musique II. Les oeuvres qu'ils proposent à cette période consistent essentiellement en pastiches de morceaux classiques ou modernes, ou des canulars, par exemple en annonçant un concert pour orgue qui sera en fait un concert d'orgue de barbarie. Ils s'insèrent donc, d'après Robert Wangermée, dans une perspective parfois très proche de dada, avec une forme d'« anti-musique ». À partir de 1928, le groupe surréaliste belge réhabilite néanmoins les matériaux artistiques : au moment où Nougé revient au poème et René Magritte à la peinture, André Souris revient à la composition. André Souris est exclu du groupe en 1936 pour avoir dirigé des oeuvres musicales durant une messe, mais continuera de se considérer comme surréaliste
L'opéra Les Mamelles de Tirésias (1947) de Francis Poulenc fut qualifié d'« opéra surréaliste ». Néanmoins, Poulenc n'est pas considéré à strictement parler comme un compositeur surréaliste, bien qu'il ait été proche durant toute sa vie de membres du groupe surréaliste.

## Postérité et influence

### Dans la musique savante
Selon Henri Gonnard, le surréalisme a eu une influence diffuse sur les compositeurs de son temps qui connurent le mouvement. Il cite notamment Manuel de Falla, Igor Stravinsky, Alfredo Casella, Germaine Tailleferre, Francis Poulenc, André Jolivet et Olivier Messiaen
Malgré l'inspiration chrétienne de son œuvre, Olivier Messiaen se proclamait « compositeur surréaliste ».
Le surréalisme a eu une influence considérable sur la musique aléatoire développée par Pierre Boulez et Karlheinz Stockhausen dans les années 1950.

### Autres influences
Le lien entre la pratique de l'improvisation musicale du jazz et l'écriture automatique a été évoqué par les critiques, mais une équivalence stricte ne peut être dressée.
Le surréalisme eut aussi une influence sur le rock psychédélique et le rock progressif.